# Parfait Bitee
 (décembre 2020).
Si vous disposez d'ouvrages ou d'articles de référence ou si vous connaissez des sites web de qualité traitant du thème abordé ici, merci de compléter l'article en donnant les références utiles à sa vérifiabilité et en les liant à la section « Notes et références ».
Parfait Bitee, né le 23 juillet 1985, est un joueur de basketball camerounais.

## Biographie

### Carrière universitaire
Entre 2004 et 2008, il joue à l'Université de Rhode Island. En 2006-2007, Bitee est devenu le meneur titulaire de l'équipe. Il a également joué dans l'équipe nationale masculine de basket-ball du Cameroun qui a remporté la médaille d'argent au championnat d'Afrique FIBA 2007.

### Carrière professionnelle
Bitee est un neveu de l'entraîneur-chef de Petro Atlético, Lazare Adingono. Il a joué pour Petro Atlético au sein de la ligue majeure angolaise BAI Basket pour la saison 2012-13.